# Mecatronică
Mecatronica este combinația sinergetică și sistematică a mecanicii, electronicii și a informaticii în timp real.
Termenul de mecatronică (MECAnică + elecTRONICă) a fost introdus de inginerul Tetsuo Mori de la compania japoneză Yaskawa Electric Corporation în 1969. Astfel, termenul a apărut în mod oficial în Franța în dicționarul Larousse 2005. Standardul francez NF E 01-010 2008 - AFNOR definește mecatronica astfel: „un demers care vizează integrarea sinergică a mecanicii, electronicii, automaticii și informaticii, în concepția și fabricația produselor, în vederea îmbunătățirii și/sau optimizării funcționalității acestora.” Nu există o definiție unică a noțiunii de mecatronică. În IEEE/Transactions on Mechatronics (1996) mecatronica a fost definită astfel: „Mecatronica este integrarea sinergetică a ingineriei mecanice cu controlul electronic și inteligent cu calculatoare în proiectarea și fabricația produselor și proceselor.”
Mecatronica este o tehnologie compatibilă cu societatea informațională.
Revoluția informatică (a doua revoluție industrială) a marcat saltul de la societatea industrializată la societatea informațională, generând un val de înnoiri în tehnologie și educație. Japonezii au definit sensul acestor mișcări de înnoire, brevetând termenul de mecatronică, la începutul deceniului al VIII-lea al secolului trecut.
Termenul a fost utilizat pentru a descrie fuziunea tehnologică dintre mecanică, electronică și informatică.
Mecatronica este rezultatul evoluției firești în dezvoltarea tehnologică. Tehnologia electronică a stimulat această evoluție. Dezvoltarea microelectronicii a permis integrarea electromecanică. În următoarea etapă, prin integrarea microprocesoarelor în structurile electromecanice, acestea devin inteligente și astfel s-a ajuns la mecatronică.

## Fluxul către integrarea mecatronică
Tehnologia mecatronică aduce în centrul atenției problema informației, care este componenta dătătoare de ton în raport cu materialul și energia.
În România, mecatronica se studiază în numeroase școli, licee și facultăți.

## Conceptul de sistem mecatronic
Un sistem mecatronic este un sistem tehnic care integrează, într-o configurație flexibilă, componente mecanice, electronice și de comandă cu sisteme numerice de calcul, pentru generarea unui control inteligent al mișcărilor, în vederea obținerii unei multitudini de funcții.
Sistemele mecatronice pot fi clasificate în:
- comnponente mecatronice;
- mașini mecatronice;
- vehicule mecatronice;
- mecatronică de precizie;
- micro-mecatronică.

Ingineria sistemelor mecatronice necesită concepția simultană și pluridisciplinară a patru subsisteme:
- o parte operativă ( cu dominantă mecanică și electromecanică);

- o parte de comandă;

- o parte de interfață mașină-mașină (schimb de date între două sisteme distincte);

- o parte de interfață om-mașină (formă geometrică și dialog al sistemului cu dominantă ergonomică și estetică.